# Sheeptown ALASCA
『sheeptown ALASCA』（シープタウン・アラスカ）は、tacicaの3枚目のオリジナルアルバム。2011年4月27日にSME Recordsから発売された。

## 概要
前作『jacaranda』以来、約2年ぶりとなるフルアルバム。
ドラマー・坂井俊彦の復帰後、初のシングル「命の更新」、シングル「神様の椅子e.p.」収録曲の「アリゲーター」を含む全11曲を収録。
ドラマー・坂井俊彦の復帰後、初のアルバムで、「生と死」がテーマとなっている。「命の更新」、「ドラマチック生命体」、「不死身のうた」の3曲のMVは繋がっており、一つのストーリーになっている。

## 収録曲
全作詞・作曲：猪狩翔一
編曲：tacica, 湯浅篤（特記以外）
1. ドラマチック生命体 [4:37]
2. 不死身のうた [4:24]
3. 命の更新 [4:46]
5thシングル表題曲。
4. JADITE [4:43]
5. ハイライト [4:12]
6. その日、一日。 [5:25]
7. アリゲーター [4:28]
  - 編曲：tacica, 石川 大

4thシングルc/w曲。
8. 碇と礎 [5:16]
9. 永久列車 [4:18]
10. モナルカ [3:14]
  - 編曲：tacica, ヨシオカトシカズ
11. 私服の罪人 [4:23]
  - 編曲：tacica, ヨシオカトシカズ